# 维耶伊莱斯佩斯 (康塔尔省)
维耶伊莱斯佩斯（法語：Vieillespesse）是法国康塔尔省的一个市镇，属于圣弗卢尔区（Saint-Flour）圣弗卢尔北县（Saint-Flour-Nord）。该市镇总面积24.91平方公里，2009年时的人口为248人。

## 人口
维耶伊莱斯佩斯人口变化图示
| 数据来源：INSEE |